# Stylomecon heterophylla
Stylomecon heterophylla là một loài thực vật có hoa trong họ Anh túc. Loài này được (Benth.) G. Taylor miêu tả khoa học đầu tiên năm 1930.

## Hình ảnh

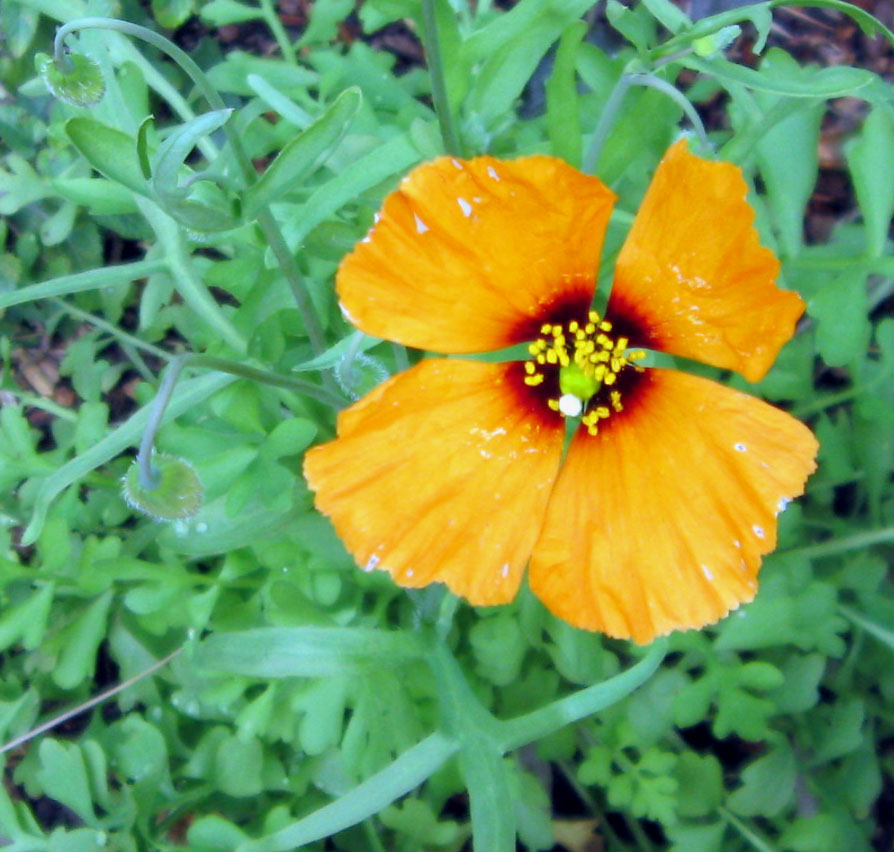